# Virágh Ferenc (játékvezető)
Virágh Ferenc  (Cegléd, 1909 – 1998. szeptember 26.) magyar nemzetközi labdarúgó-játékvezető.

## Pályafutása
1955-ben lett országos NB II-es, 1957-ben az NB I játékvezetője. Az aktív nemzeti játékvezetéstől, túlkoros bíróként 1962-ben vonult vissza. Vezetett Kupa-döntők száma: 1.
Az 1955–1956 bajnoki évre kiírt Magyar labdarúgókupa torna, a történelmi események miatt időben elhúzódott. A torna döntő mérkőzésére 1958-ban került sor. Az FTC, még Budapesti Kinizsi néven indult és mire a döntő elérkezett, már ismét Ferencvárosi TC volt a neve.
| Időpont             | Helyszín             | Mérkőzés típusa | Mérkőzés                         | Eredmény | Nézők száma |
| ------------------- | -------------------- | --------------- | -------------------------------- | -------- | ----------- |
| 1958. augusztus 20. | Népstadion, Budapest | döntő           | Ferencvárosi TC–Salgótarjáni BTC | 2 – 1    | 10 000      |

A Magyar Labdarúgó-szövetség (MLSZ) Játékvezető Bizottsága (JB) terjesztette fel nemzetközi játékvezetőnek, a Nemzetközi Labdarúgó-szövetség (FIFA) 1960-tól tartotta nyilván bírói keretében. 1960-ban többek között Zsolt István és Dorogi Andor társaságában volt tagja a FIFA keretnek. Több nemzetek közötti válogatott és klubmérkőzést vezetett, vagy partbíróként tevékenykedett. Nemzetközi játékvezetői pozícióját 1961-ig megőrizte. Válogatott mérkőzéseinek száma: 1.